# Euro Truck Simulator 2
Euro Truck Simulator 2 este un simulator de camioane creat de SCS Software pentru Microsoft Windows, Linux si Mac OS. Jocul a fost lansat pe 18 octombrie 2012. Este succesorul jocului Euro Truck Simulator.
În joc sunt 18 camioane diferite, toate fiind originale și licențiate .
Scopul jocului este de a transporta mărfuri de la o destinație anume în 282 orașe (cu DLC Scandinavia, DLC Going East, Vive la France, Italia, Beyond the Baltic Sea, Road To The Black Sea, Iberia, Heart of Russia și Greece + 1 oraș din Krone Trailer pack) diferite în 26 țări și abilitatea de a angaja șoferi, cumpăra camioane, garaje, accesorii etc..
Acest joc este în prezent cel mai avansat dintre produsele de la SCS Software. Directorul a spus public că a încasat mulți bani, de aceea Euro Truck Simulator 2 există de mai multi ani. Încă se lucrează greu la joc, înregistrări, programare etc..
Jocul costă aproximativ 20 Euro pe Steam, deseori cu reduceri la 5 Euro. Versiunea curentă este 1.51 sau 1.51 Versiunea Beta. 
Euro Truck Simulator 2 împlinește 12 ani în data de 18 octombrie 2024.

### Multiplayer
SCS Software a adaugat modul de Convoy in versiunea 1.41, iar in 1.42 s-a adaugat mod support. In acest moment se poate juca pe sesiuni private a cate 8 playeri maxim, cu moduri si fara reguli, sesiuni create de tine sau prietenii tai. Aceste sesiuni pot fi private sau publice, la alegere.
TruckersMP este o modificare neoficială a ETS2 + ATS care oferă jucătorilor posibilitatea de a juca pe servere masive, lansat în luna mai 2014 și care primește actualizări regulate. 
Serverele principale au o capacitate de 4200 jucători, cea mai folosită rută fiind Calais - Duisburg care la orele de vârf dispune de aproximativ 1000 - 1500 jucători.

### World of Trucks
World of Trucks este un site creat de SCS Software care constă în finalizarea unor curse ce au o limită de timp reala (de obicei 15-25 de ore). Pe acest site se fac uneori și evenimente. Acestea constau în finalizarea unor curse (de obicei 10 sau 12) cu o remorcă specială adâugată de SCS. La final cei care termină aceste curse vor fi recompensați cu accesorii pentru camion, atât în interior, cât și pe exterior. Un bun exemplu este Event-ul făcut în fiecare an de Crăciun intitulat "Ajutorul Moșului". Acest Event se bazează pe terminarea unor curse cu o remorcă pe care sunt așezate 2 sau 3 cutii de cadouri. Este important de știut că pentru a face curse pe World of Trucks trebuie să dețineți jocul pe Steam.

## DLC-uri care extind harta

### Going East!
În ianuarie 2013, SCS a făcut anunțul publicării primului DLC de hartă, Going East, urmând ca în septembrie în același an să fie lansat oficial. Acest DLC constă în adăugarea a aproximativ 15 orașe în Polonia, Slovacia, Cehia și Ungaria. În iulie 2015 SCS a făcut un update acestui DLC, adăugând orașele Pecs și Seghedin în Ungaria și Graz și Klagenfurt în Austria.

### Scandinavia
În 7 mai 2015 SCS a lansat al doilea DLC de hartă, numit Scandinavia. Acest DLC constă în adăugarea Scandinaviei pe harta jocului, adică Danemarca, Norvegia și Suedia. DLC-ul conține de asemenea 3 noi tipuri de remorci: remorca cu "vite vii", remorca de transport camioane, și remorcile duble, duble Tip-B și HCT.

### Vive La France!
În 2016, SCS a anunțat publicarea unui nou DLC cu extinderea Franței cu înca 15 orașe noi și 20000 km de drumuri, dintre care 20% sunt drumuri rurale.

### Italia
În iulie 2017, SCS a anunțat un nou DLC de hartă. Acest DLC constă în extinderea Italiei și adăugarea Siciliei, cu aproximativ 15.000 km noi de șosea, din care 1500 km sunt drumuri rurale.

### Beyond The Baltic Sea
SCS a publicat DLC-ul cu extinderea Țărilor Baltice în octombrie 2018. Țările adăugate sunt: Estonia, Letonia și Lituania, precum și părți din sudul Finlandei și nord-vestul Rusiei. Acesta aduce 24 orașe noi, dar și sate mai mici, porturi, industrii noi și peste 13000 de kilometri de drumuri. Vegetația și climatul este de asemenea schimbat față de restul Europei.

### Road To The Black Sea
Acest DLC a fost lansat în data de 5 Decembrie 2019. Acesta conține 3 țări: România, Bulgaria și Turcia.
Include Istanbul, Varna , Ruse, Sofia, Constanța, București, Brașov, Pitești, Timișoara, Cluj-Napoca, Iași, Bacău, Hunedoara și alte orașe.

### Iberia
Iberia este un DLC care extinde harta adăugând Spania și Portugalia în joc, lansat pe 8 aprilie 2021.

### Special Transport
Acest DLC aduce 7 tipuri de marfă noi, cu dimensiuni uriașe, printre care: Condensator Industrial, Schimbător Căldură, Piesă Mecanică Masivă, etc.
În timpul acestor livrări, veți fi escortați de 2 mașini-escortă, pentru a vă ghida.

### Heavy Cargo Pack
Acest DLC aduce 5 tipuri de marfă noi, foarte grele (în general peste 50 de tone), printre care: Locomotiva Vossloh G6, Concasor Asfalt Writgen, macara Rex-Tex și altele.

### High Power Cargo Pack
Acest DLC aduce 6 tipuri de marfă noi, printre care: un Yaht, elicopter Bell B500 și altele.

### Alte DLC-uri
În ETS2 există, la momentul editării (20 iulie 2022), 77 de DLC-uri, din care marea majoritate aduc diferite paint-job-uri pentru camioane sau accesorii.
1. ↑  Steam
2. ↑  Humble Store
3. 1 2  Euro Truck Simulator 2: 1.53 Update Release (în engleză), 26 noiembrie 2024, accesat în 26 noiembrie 2024
4. 1 2 3  Steam, accesat în 13 decembrie 2023
5. ↑  Alex (15 iulie 2021), Euro Truck Simulator 2: 1.41 Release (în engleză), SCS Software, accesat în 15 iulie 2021
6. 1 2   https://store.steampowered.com/steamawards/2016 Lipsește sau este vid: |title= (ajutor)
7. ↑  Euro Truck Simulator 2 - Road to the Black Sea pe Steam, store.steampowered.com